# Relações entre Brasil e Cuba
As relações entre Brasil e Cuba são as relações diplomáticas entre a República Federativa do Brasil e a República de Cuba. Os dois países já passaram por períodos de relações formais, ao rompimento total e ao estreitamento destas relações por razões ideológicas. No período pós-Guerra Fria, os governos de Brasília e Havana se uniram em prol da defesa das políticas de esquerda latino-americanas e as relações bilaterais Sul-Sul. Os dois países também colaboraram extensamente na Maré Rosa que ocorreu na América Latina.
As relações entre os dois países foram classificadas como "excelentes" repetidas vezes, com diversas alusões à transformação de Cuba no "parceiro nº 1" do Brasil. No âmbito da integração latino-americana sob governos de esquerda e a implementação do socialismo do século XXI, os dois países coordenam seus esforços através do Foro de São Paulo.

## História

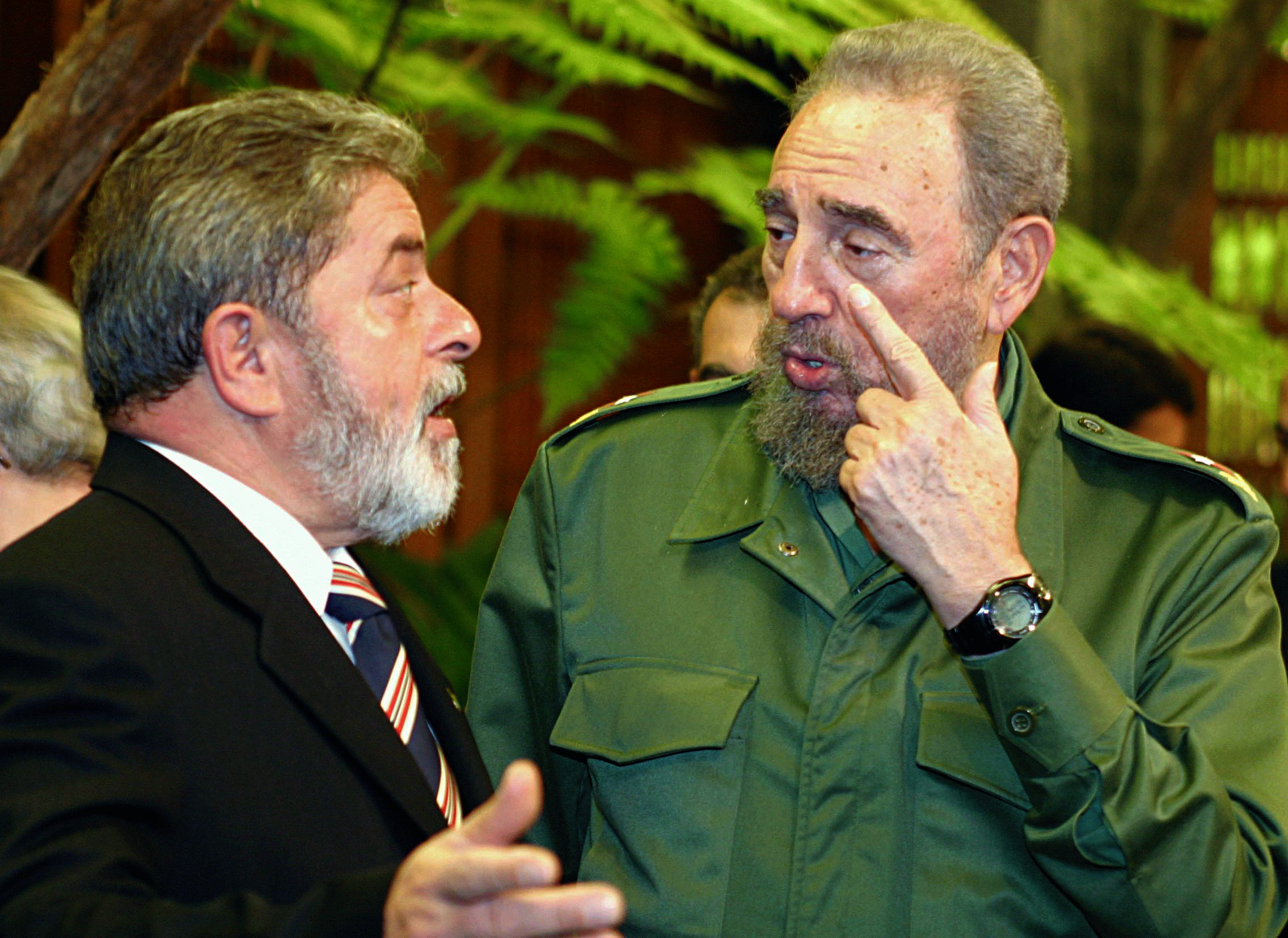
O ex-presidente cubano Fidel Castro e o presidente brasileiro Lula conversando em setembro de 2003.

As relações diplomáticas foram estabelecidas em 1906, no período histórico brasileiro denominado como República Velha. O Brasil reconheceu o governo de Fidel Castro, formado após a Revolução Cubana em 1959, e se absteve na votação que expulsou Cuba da Organização dos Estados Americanos (OEA) em 1962. Em 1964, houve o rompimento das relações devido ao golpe de estado no Brasil, sendo restabelecidas em 14 de junho de 1986, após a redemocratização do Brasil.

### Alinhamento ideológico
Em 1990, o Brasil passa a se abster nas votações sobre os direitos humanos em Cuba no âmbito da Comissão de Direitos Humanos da ONU. Em 2003, o presidente Lula visitou Cuba e assinou 12 instrumentos de cooperação, seguidos, no mesmo ano, pela assinatura do protocolo sobre reconhecimento de diplomas na área de saúde. Este instrumento abriu caminho para o posterior programa Mais Médicos, um programa ideológico que gerou polêmica e foi marcado por diversas irregularidades. Cláusulas do contrato exigiam que os cubanos do programa não se relacionassem afetivamente com pessoas de outras nacionalidades, além da exigência aos cubanos de confidencialidade sobre a atuação no programa. Os salários dos médicos, no valor de 11.800 reais (US$ 2.950), seria repassado em 75% ao próprio governo cubano, e foi negociado que se algum médico pedisse asilo no Brasil, seria extraditado. O Brasil também realizou diversos empréstimos a Cuba, os quais não foram pagos. Com o presidente Lula afirmando que as relações com Havana eram mais importantes. Mesmo com uma dívida de US$ 3,3 bilhões com o Brasil, o governo de Cuba ainda solicitou novos investimentos brasileiros na infra-estrutura da ilha, especialmente no Porto de Mariel.

### Afastamento e retorno
Com a eleição do ex-capitão do Exército, Jair Bolsonaro, as relações com Cuba sofreram um afastamento. Dentro do novo posicionamento, o Brasil votar contra Cuba pela primeira vez em relação ao embargo econômico dos Estados Unidos. Em 3 de novembro de 2018, o presidente eleito Jair Bolsonaro afirmou que pretendia cortar as relações com Cuba, citando não haver sentido nas relações bilaterais entre os dois países pelo desrespeito cubano aos direitos humanos. O presidente minimizou as relaçõesentre os dois países e também criticou o programa Mais Médicos, de transferência de médicos cubanos para atender no Brasil. Bolsonaro criticou tanto a remuneração dos profissionais cubanos - de apenas 25% do salário - quanto a necessidade de validarem seus diplomas e a impossibilidade de trazerem os filhos consigo para o Brasil. O governo cubano recusou as mudanças propostas e encerrou o programa, trazendo de volta os seus médicos. O programa de médicos cubanos foi contra-balançado pela iniciativa Médicos pelo Brasil. No mesmo ano, o presidente cubano Miguel Díaz-Canel, em seu primeiro discurso na Assembleia Geral da ONU, defendeu o modelo socialista cubano ao mesmo tempo em que manifestou apoio à Venezuela bolivariana e criticou a prisão do ex-presidente Lula; então condenado por corrupção e lavagem de dinheiro. Segundo Díaz-Canel, o ex-presidente Luís Inácio era "o líder mais popular de Brasil" e a sua prisão foi meramente política.
Com o retorno de Luís Inácio "Lula" da Silva, o Brasil foi novamente alinhado com Havana. O afastamento do governo Bolsonaro foi qualificado como "relação atípica e anormal". O alinhamento por meio da ideologia de esquerda foi retomado, com Roberto Morales Ojeda, membro do Bureau Político e Secretário de Organização do Comitê Central do Partido Comunista de Cuba (PCC), congratulando o Partido dos Trabalhadores (PT) pelo 45º aniversário da sua fundação, em fevereiro de 2025, e o qualificando como "uma das principais formações políticas do Brasil". No ano anterior, o PCC e o PT assinaram um Acordo de Intercâmbio e Cooperação; assinado por Gleisi Hoffmann, presidente do PT, junto com Morales Ojeda. O documento contribui para estreitar laços bilaterais, tal como a formação de quadros, a coordenação de fóruns internacionais partidários e de esquerda, como é o caso do Foro de São Paulo, além de intercâmbios sobre atualidades regionais e internacionais. No ato da assinatura, Gleisi elogiou a importância da experiência do PCC e reiterou a disposição de ajudar o povo cubano, que, segundo ela, "sempre foi referência de resistência e luta".
Em janeiro de 2025, o ministro das Relações Exteriores brasileiro, Mauro Vieira, foi recebido em Havana pelo presidente Miguel Díaz-Canel e o chanceler Bruno Rodríguez Parrilla. O Brasil novamente reiterou a sua posição contrária ao embargo econômico e à re-inclusão de Cuba à lista de países patrocinadores do terrorismo. O emissário brasileiro entregou um convite para o Cúpula Brasil-Caribe, que seria realizada em Brasília, em nome do presidente Lula. Também foi discutada a presidência brasileira no BRICS, que passou a ter Cuba como membro parceiro neste ano, e sobre a Conferência das Nações Unidas para as Mudanças Climáticas (COP 30), em Belém. Uma delegação cubana liderada por Bruno Reodríguez participaria da Reunião Ministerial do BRICS ocorrida no Rio de Janeiro em abril. Sobre o apagão na ilha cubana depois que o furacão Rafael derrubou a rede elétrica, o Brasil providenciou socorro humanitário em novembro de 2024, enviando 10 toneladas de comida não-perecível e 30 unidades de purificação de água. Esta ajuda somou-se às 125 toneladas de comida enviadas até fevereiro daquele ano, conforme o acordo tripartite de segurança alimentar da COP 28, entre o Brasil, Cuba e os Emirados Árabes Unidos (EAU).

## Comércio
Entre abril de 2007 e abril de 2008 o comércio entre os dois países cresceu 58%.
Em 2022, o comércio bilateral entre Brasil e Cuba foi de USD 292,6 milhões, um aumento de 60,3% em relação a 2021. As exportações brasileiras totalizaram USD 289,9 milhões, e as importações brasileiras de produtos cubanos totalizaram USD 2,7 milhões. O superávit comercial a favor do Brasil foi de USD 287,2 milhões.
Participação das exportações brasileiras por grupo de produtos:
- Gorduras e óleos vegetais: 33%
- Arroz sem casca ou semi-elaborado: 17%
- Carnes de aves e suas miudezas comestíveis: 13%
- Milho não moído: 5,9%
- Açúcares e melaços: 5,5%
- Demais produtos da indústria de transformação: 4,4%
- Tubos e perfis ocos e acessórios para tubos de ferro ou aço: 4,2%
- Café não torrado: 2,5%